# Uyaiedu Ikpe-Etim
Uyaiedu Ikpe-Etim (nascida em 1989) é uma produtora, roteirista e cineasta nigeriana, que cria obras que contam as histórias das comunidades LGBTQ marginalizadas da Nigéria. Em 2020, a BBC a incluiu em sua lista das 100 Mulheres mais inspiradoras do ano.

## Biografia
Uyaiedu Ikpe-Etim nasceu em 1989. Ela é co-fundadora da produtora Hashtag Media House e, desde 2011, trabalha para dar voz às comunidades minoritárias da Nigéria, especialmente à comunidade LGBTQ. Os direitos da comunidade LGBT na África são severamente perseguidos, e a Nigéria e sua indústria cinematográfica não são exceção: em Nollywood personagens homossexuais são ridicularizados e retratados como predadores, movidos por interesses econômicos ou sob a influência de cultos e feitiços e muitas vezes acabam sendo punidos por suas ações ou salvos pela igreja. Os filmes que apresentam a comunidade LGBTQ na Nigéria geralmente apresentam homens homossexuais.
Em 2020, Uyaiedu Ikpe-Etim, junto com a produtora de cinema Pamela Adie, ganhou destaque na Nigéria com a produção do filme Ìfé. O filme foi a estreia de Uyaiedu Ikpe-Etim na direção e conta a história de amor entre duas mulheres. Ìfé não é o primeiro filme com temática lésbica a ser produzido na Nigéria, mas é o primeiro a mostrar tal relacionamento normalmente, sem preconceitos ou estereótipos. De fato, produtora, diretora e atores nos papéis principais são todos membros da comunidade LGBT da Nigéria. Uyaiedu Ikpe-Etim se identifica como queer. No entanto, a produção teve que enfrentar o Conselho Nacional de Censores de Cinema e Vídeo, que chegou a ameaçar suas criadoras com penas de prisão por "incentivar a homossexualidade" em um país onde o casamento entre pessoas do mesmo sexo é proibido por lei desde 2014. Aliás, para evitar a censura, o filme foi lançado no exterior em outubro de 2020, no Toronto LGBT Film Festival. Foi lançado finalmente na plataforma de streaming ehtvnetwork.com. Foi exibido no Leeds International Film Festival em novembro de 2020.

## Reconhecimento
Em 2020, Uyaiedu Ikpe-Etim foi listada como uma das 100 mulheres mais inspiradoras do mundo, pela BBC, reconhecendo suas contribuições para os direitos das mulheres na Nigéria.